# Élections législatives de 1978 dans l'Yonne
Les élections législatives françaises de 1978 se déroulent les 12 et 19 mars 1978. Dans le département de l'Yonne, trois députés sont à élire dans le cadre de trois circonscriptions.

## Élus
| Circonscription | Député sortant                               | Parti  | Parti  | Député élu ou réélu | Parti | Parti |
| --------------- | -------------------------------------------- | ------ | ------ | ------------------- | ----- | ----- |
| 1re             | Marc Masson suppléant de Jean-Pierre Soisson |        | RI     | Jean-Pierre Soisson |       | RI    |
| 2e              | Vacant                                       | Vacant | Vacant | Michel Delprat      |       | CNIP  |
| 3e              | Jacques Piot                                 |        | RPR    | Jacques Piot        |       | RPR   |

## Résultats

### Résultats à l'échelle du département
| Parti          | Parti                                       | Premier tour | Premier tour | Second tour | Second tour | Sièges |
| Parti          | Parti                                       | Voix         | %            | Voix        | %           | Sièges |
| -------------- | ------------------------------------------- | ------------ | ------------ | ----------- | ----------- | ------ |
|                | Rassemblement pour la République            | 42 735       | 24,84        | 37 693      | 21,32       | 1      |
|                | Union pour la démocratie française          | 34 308       | 19,94        | 31 487      | 17,81       | 1      |
|                | Centre national des indépendants et paysans | 10 387       | 6,04         | 27 171      | 15,37       | 1      |
|                | Divers droite                               | 4 099        | 2,38         |             |             | 0      |
|                | Majorité présidentielle                     | 91 529       | 53,20        | 96 351      | 54,49       | 3      |
|                |                                             |              |              |             |             |        |
|                | Parti communiste français                   | 36 453       | 21,19        | 30 689      | 17,36       | 0      |
|                | Parti socialiste                            | 35 851       | 20,84        | 49 776      | 28,15       | 0      |
|                | Union de la gauche                          | 72 304       | 42,03        | 80 465      | 45,51       | 0      |
|                |                                             |              |              |             |             |        |
|                | Lutte ouvrière                              | 3 749        | 2,18         |             |             | 0      |
|                | Parti socialiste unifié                     | 3 125        | 1,82         | 0           |             |        |
|                | Gaullistes d'opposition                     | 802          | 0,47         | 0           |             |        |
|                | Front national                              | 530          | 0,31         | 0           |             |        |
|                |                                             |              |              |             |             |        |
| Inscrits       | Inscrits                                    | 211 030      | 100,00       | 210 953     | 100,00      | 3      |
| Abstentions    | Abstentions                                 | 35 090       | 16,63        | 30 121      | 14,28       |        |
| Votants        | Votants                                     | 175 940      | 83,37        | 180 832     | 85,72       |        |
| Blancs et nuls | Blancs et nuls                              | 3 901        | 2,22         | 4 016       | 2,22        |        |
| Exprimés       | Exprimés                                    | 172 039      | 97,78        | 176 816     | 97,78       |        |

### Résultats par circonscription

#### Première circonscription (Auxerre)
| Candidat       | Candidat                          | Parti          | Premier tour | Premier tour | Second tour | Second tour |  |
| Candidat       | Candidat                          | Parti          | Voix         | %            | Voix        | %           |  |
| -------------- | --------------------------------- | -------------- | ------------ | ------------ | ----------- | ----------- |  |
|                | Jean-Pierre Soisson sortant réélu | UDF (PR)       | 25 423       | 46,32        | 31 487      | 56,25       |  |
|                | Étienne Louis                     | PS             | 12 573       | 22,91        | 24 489      | 43,75       |  |
|                | Guy Fernandez                     | PCF            | 8 619        | 15,7         | Retrait     | Retrait     |  |
|                | Patrick Balkany                   | RPR            | 4 597        | 8,38         |             |             |  |
|                | Daniel Laprade                    | PSU (FA)       | 1 908        | 3,48         |             |             |  |
|                | Alain Wolf                        | LO             | 1 237        | 2,25         |             |             |  |
|                | Jean M. Merce                     | FN             | 530          | 0,97         |             |             |  |
|                |                                   |                |              |              |             |             |  |
| Inscrits       | Inscrits                          | Inscrits       | 67 022       | 100,00       | 67 014      | 100,00      |  |
| Abstentions    | Abstentions                       | Abstentions    | 11 053       | 16,49        | 9 999       | 14,92       |  |
| Votants        | Votants                           | Votants        | 55 969       | 83,51        | 57 015      | 85,08       |  |
| Blancs et nuls | Blancs et nuls                    | Blancs et nuls | 1 082        | 1,93         | 1 039       | 1,82        |  |
| Exprimés       | Exprimés                          | Exprimés       | 54 887       | 98,07        | 55 976      | 98,18       |  |

#### Deuxième circonscription (Avallon)
| Candidat       | Candidat           | Parti          | Premier tour | Premier tour | Second tour | Second tour |  |
| Candidat       | Candidat           | Parti          | Voix         | %            | Voix        | %           |  |
| -------------- | ------------------ | -------------- | ------------ | ------------ | ----------- | ----------- |  |
|                | Calliope Beaud     | PS             | 11 128       | 22,05        | 25 287      | 48,2        |  |
|                | François Meyroune  | PCF            | 10 823       | 21,44        | Retrait     | Retrait     |  |
|                | Michel Delprat élu | CNIP           | 10 387       | 20,58        | 27 171      | 51,8        |  |
|                | Odette Pagani      | UDF (PR)       | 8 885        | 17,6         | Retrait     | Retrait     |  |
|                | Claude Moreau      | RPR            | 7 707        | 15,27        |             |             |  |
|                | Armand Gaudiau     | LO             | 1 540        | 3,05         |             |             |  |
|                |                    |                |              |              |             |             |  |
| Inscrits       | Inscrits           | Inscrits       | 62 071       | 100,00       | 62 057      | 100,00      |  |
| Abstentions    | Abstentions        | Abstentions    | 10 307       | 16,61        | 8 649       | 13,94       |  |
| Votants        | Votants            | Votants        | 51 764       | 83,39        | 53 408      | 86,06       |  |
| Blancs et nuls | Blancs et nuls     | Blancs et nuls | 1 294        | 2,5          | 950         | 1,78        |  |
| Exprimés       | Exprimés           | Exprimés       | 50 470       | 97,5         | 52 458      | 98,22       |  |

#### Troisième circonscription (Sens)
| Candidat       | Candidat                   | Parti          | Premier tour | Premier tour | Second tour | Second tour |  |
| Candidat       | Candidat                   | Parti          | Voix         | %            | Voix        | %           |  |
| -------------- | -------------------------- | -------------- | ------------ | ------------ | ----------- | ----------- |  |
|                | Jacques Piot sortant réélu | RPR            | 30 431       | 45,64        | 37 693      | 55,12       |  |
|                | Jean Cordillot             | PCF            | 17 011       | 25,51        | 30 689      | 44,88       |  |
|                | Roger Lassale              | PS             | 12 150       | 18,22        | Retrait     | Retrait     |  |
|                | Jacques Péron-Magnan       | PSD            | 2 179        | 3,27         |             |             |  |
|                | Michel Morange             | Divers droite  | 1 920        | 2,88         |             |             |  |
|                | André Ponchel              | PSU (FA)       | 1 217        | 1,83         |             |             |  |
|                | Jean-Claude Rohée          | LO             | 972          | 1,46         |             |             |  |
|                | Michel Douroux             | Divers (GO)    | 802          | 1,2          |             |             |  |
|                |                            |                |              |              |             |             |  |
| Inscrits       | Inscrits                   | Inscrits       | 81 937       | 100,00       | 81 882      | 100,00      |  |
| Abstentions    | Abstentions                | Abstentions    | 13 730       | 16,76        | 11 473      | 14,01       |  |
| Votants        | Votants                    | Votants        | 68 207       | 83,24        | 70 409      | 85,99       |  |
| Blancs et nuls | Blancs et nuls             | Blancs et nuls | 1 525        | 2,24         | 2 027       | 2,88        |  |
| Exprimés       | Exprimés                   | Exprimés       | 66 682       | 97,76        | 68 382      | 97,12       |  |